# Zhao Feiyan
Zhao Feiyan (c. 32 – 1 a. C.) formalmente Emperatriz Xiaocheng (孝成皇后), fue una emperatriz consorte de la dinastía Han, esposa del Emperador Cheng. Es recordada en la historia y el folclore más por su belleza que por la intriga palaciega que ella y su hermana, la igualmente bella Consorte Zhao Hede urdieron; a diferencia de la mayoría de bellezas famosas en la historia china (como las Cuatro Bellezas), son a menudo señaladas por su vileza. Es a menudo comparada y contrastada con Yang Guifei, la hermosa concubina del Emperador Xuanzong de Tang, porque es conocida su complexión esbelta mientras Yang era de complexión llena. Esto se formula en el modismo huanfei yanshou (環肥燕瘦, literalmente "pesado Huan, esbelto Fei"), el cual describe la gama de los tipos de bellezas, más tarde también utilizados como expresión figurada en estilos literarios tanto abigarrados como sobrios.

## Primeros años
La fecha de nacimiento de Zhao Feiyan se desconoce pero se supone en torno a 32 a. C. Según las cuentas históricas, era hija de dos criados hereditarios de princesas o príncipes imperiales. Los informes más antiguos también indican que cuando nació, sus padres eran tan pobres que la abandonaron, pero viendo que continuaba viva después de tres días, la recogieron. Después de la muerte de su padre, ella y su hermana fueron adoptadas por el mayordomo de una familia rica.  El nombre de su padre adoptivo era Zhao Lin (趙臨) y ellas  tomaron su apellido.
Cuando creció, fue asignada a la casa de la Princesa Yang'un (陽阿公主), hermana del Emperador Cheng. Al ver su talento natural, empezó a servir como bailarina y recibió el nombre de Feiyan (literalmente, golondrina voladora) porque era tan esbelta y ágil al bailar que parecía una golondrina en vuelo.

## Consorte Imperial de Cheng
Hacia 19 a. C., el Emperador Cheng visitó a la  Princesa Yang'un y al verla actuar a ella y su hermana Hede, se enamoró. Ambas fueron enviadas a palacio, y se convirtieron en las consortes imperiales favoritas del soberano, alejándolo de la Emperatriz Xu y la Consorte Ban. En 18 a. C., las nuevas favoritas las acusaron de brujería; la Emperatriz Xu fue depuesta, mientras que la Consorte Ban recurrió la sentencia con éxito, pudiendo quedarse en la corte como dama de compañía de la Emperatriz Viuda Wang. Las hermanas Zhao quedaron como las dueñas del palacio.
El Emperador Cheng quiso conceder a Feiyan el título de nueva emperatriz, pero su madre la Emperatriz Viuda Wang se opuso debido a su nacimiento plebeyo y su trabajo como bailarina. En 16 a. C., capituló finalmente ante los deseos de su hijo, y para mejorar el estatus de la favorita, el emperador nombró al padre adoptivo de Feiyan, Zhao Lin, Marqués de Chengyang, dándoles así una naturaleza noble. En el verano de ese mismo año, le fue concedido el título de emperatriz.

## Emperatriz

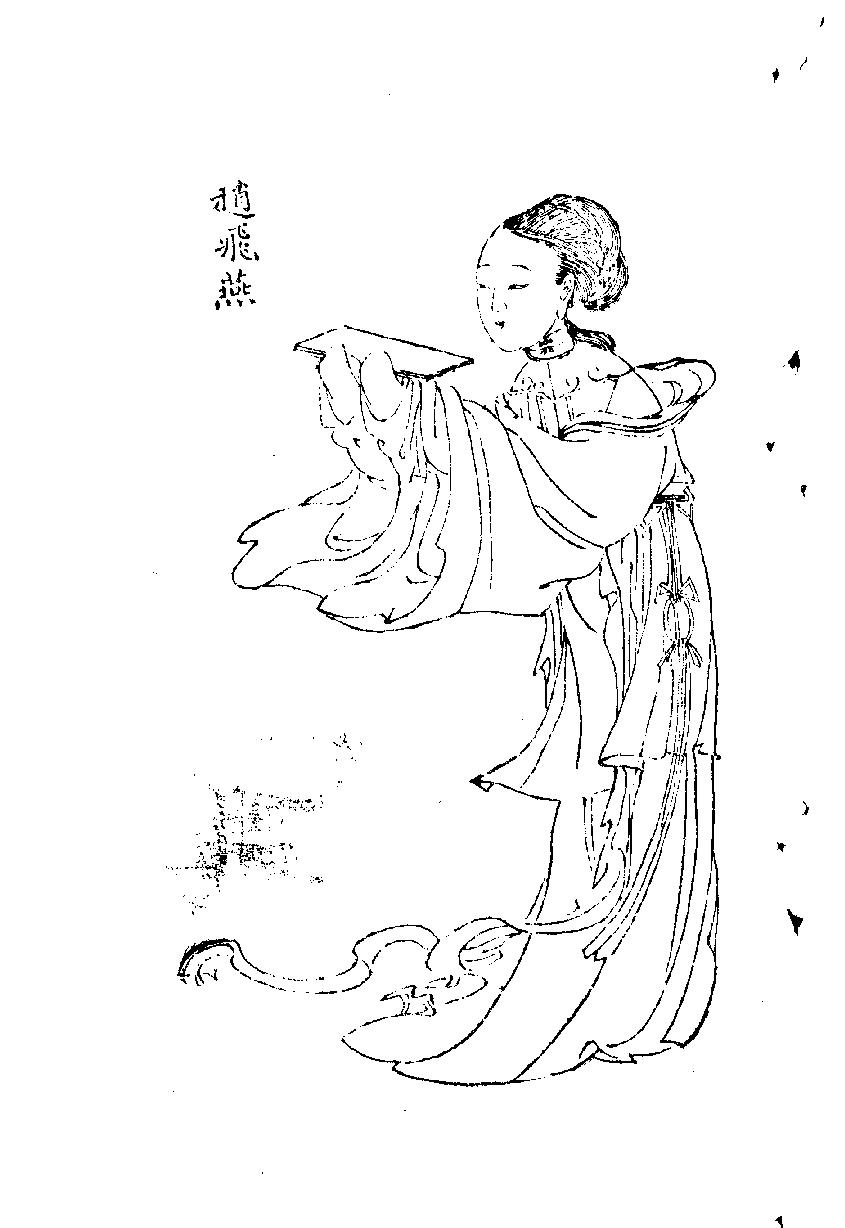
Zhao Feiyan en un libro editado en 1722 por Lu Chang (歷朝名媛詩詞)

En su cargo de emperatriz, Feiyan empezó a perder el favor del Emperador Cheng, que empezó a volcarse más en su hermana Hede. Aunque en principio se pusieron celosas una de la otra, más tarde se reconciliaron, dispuestas a seguir dominando juntas la corte. Aun así, ninguna le había dado todavía un heredero, algo que llenaba de tribulaciones al Emperador Cheng (quién tampoco había tenido hijos con la anterior Emperatriz Xu ni con la Consorte Ban ni con ninguna otra consorte o concubina). Se dijo que la Emperatriz Zhao, con la complicidad de su hermana, a menudo cometió adulterio con otros hombres conocidos por tener numerosos hijos, con la esperanza de quedarse embarazada.
La Emperatriz Zhao y su hermana Hede también serían implicadas en varios sucesos siniestros de la época. Basándose en una investigación del informe autorizado en 6 a. C. (después de la muerte del Emperador Cheng), el Emperador Cheng tuvo dos hijos: uno nacido de la Consorte Cao en 12 a. C. y otro nacido de la Consorte Xu (una pariente de la Emperatriz depuesta Xu) en 11 a. C. Aun así, ambos bebés fueron asesinados por orden de la Consorte Zhao Hede, con el acuerdo tácito del Emperador Cheng; la Consorte Cao fue forzada a suicidarse tras el asesinato de su hijo. El informe alegó que las hermanas Zhao emplearon tácticas reprobables, como forzar abortos involuntarios suministrando pociones abortivas, y ordenar asesinatos, y envenenamientos, para asegurarse que ninguna otra concubina diera a luz un heredero imperial.
En 9 a. C., el Emperador Cheng, sin descendientes, empezó a valorar como heredero a su hermano menor, el Príncipe Liu Xing de Zhongshan (中山王劉興) o a su sobrino el Príncipe Liu Xin de Dingtao. El Emperador Cheng consideró al fin que el Príncipe Xin era más capaz, al tiempo que la abuela del príncipe, la Consorte Fu, se congraciaba con la Emperatriz Zhao, su hermana Hede, y el tío del Emperador Cheng, Wang Gen, mediante generosos regalos, con lo que las Zhao y Wang Gen también alabaron al príncipe Xin. El Emperador Cheng lo nombró príncipe imperial en 8 a. C.

## Emperatriz Viuda
El Emperador Cheng murió de repente en 7 a. C., aparentemente de una apoplejía (a pesar de que los historiadores también informan la posibilidad de una sobredosis de afrodisíacos dados por la Consorte Zhao Hede). Inmediatamente corrieron los rumores de que algunas de sus concubinas habían tenido hijos, pero que esos hijos y madres habían sido asesinados por la Consorte Zhao Hede, debido a los celos, y posiblemente con la connivencia del Emperador Cheng. Apenada por la muerte de su marido y aparentemente temerosa de esas acusaciones, la Consorte Zhao Hede se suicidó. El Príncipe Xin ascendió al trono como el Emperador Ai. Debido a que los rumores se centraban sobre todo en Hede así como su función en su ascenso a Emperador Ai como heredero del Emperador Cheng, la Emperatriz Zhao salió personalmente indemne, y el nuevo emperador le concedió el honorable título de Emperatriz Viuda. Aun así, ella no tuvo apenas influencia durante el reinado del Emperador Ai.
Cuando la investigación y su correspondiente informe encargados por la Emperatriz Viuda Wang fue publicado en 6 a. C., acusando a la Consorte Zhao Hede de atrocidades contra las otras consortes imperiales y sus hijos (e implícitamente, a pesar de que no directamente, acusando a la Emperatriz Viuda Zhao de los mismos actos), la familia de la Emperatriz Viuda Zhao fue exiliada, y los títulos de marqueses concedidos a su hermano y a su sobrino fueron eliminados. Aun así, la Emperatriz Viuda Zhao se salvó de nuevo, gracias a sus relaciones amistosas con el Emperador Ai, y su abuela la Consorte Fu (quién ahora había solicitado y recibido, el título de magnífica emperatriz viuda también). Algunos de sus parientes, en vez de ir al exilio, fueron escondidos por el sobrino de la Magnífica Emperatriz Viuda Wang, Wang Ren (王仁), pero fueron descubiertos, y Wang castigado.

## Muerte
En 1 a. C., el Emperador Ai murió. En una acción decisiva, la Emperatriz Viuda Wang usurpó el poder del favorito del emperador, Dong Xian, y convirtió a su sobrino Wang Mang en regente del nuevo Emperador Ping. Wang Mang, quién quería exterminar a todos los disidentes (y que guardaba rencor contra el Emperador Ai porque le había degradado, y extendió ese rencor a quienes apoyaban al emperador Ai) le quitó el título de Emperatriz Viuda a Zhao. Unos meses más tarde, fue degradada a la condición de plebeya y se le ordenó guardar la tumba de su marido. Ese mismo día, se suicidó.

## Inclusión en el Lienü zhuan
Su biografía fue incluida en el clásico confuciano Biografías clásicas de Mujeres Ejemplares (Lienü Zhuan), compiladas por el estudiante de la dinastía Han Liu Xiang. La biografía de Zhao Feiyan forma parte del Rollo 9, titulado Biografías suplementarias (新刊續列女傳).

## En la cultura popular
- Zhao aparece en la serie de televisión china Love Weaves Through a Millennium, presentada por Niki Yi.